# Троицкий сельсовет (Пензенская область)
Троицкий сельсовет — сельское поселение в Башмаковском районе Пензенской области Российской Федерации.
Административный центр — село Тимирязево.

## История
Статус и границы сельского поселения установлены Законом Пензенской области от 2 ноября 2004 года № 690-ЗПО «О границах муниципальных образований Пензенской области».

## Население
| 2010  | 2012  | 2013  | 2014  | 2015  | 2016  | 2017  |
| ----- | ----- | ----- | ----- | ----- | ----- | ----- |
| 2086  | ↘2013 | ↘1932 | ↘1870 | ↘1807 | ↘1763 | ↘1690 |
| 2018  | 2021  |       |       |       |       |       |
| ↘1660 | ↗1747 |       |       |       |       |       |

## Состав сельского поселения
| №  | Населённый пункт | Тип населённого пункта       | Население |
| -- | ---------------- | ---------------------------- | --------- |
| 1  | Ермаковский      | посёлок                      | 6         |
| 2  | Калиновский      | посёлок                      | 3         |
| 3  | Кузёмкино        | село                         | ↘117      |
| 4  | Луч              | посёлок                      | 104       |
| 5  | Новознаменский   | посёлок                      | ↘594      |
| 6  | Новокуземкинский | посёлок                      | 10        |
| 7  | Подвал           | посёлок                      | 2         |
| 8  | Тимирязево       | село, административный центр | ↘1039     |
| 9  | Троицкое         | село                         | ↘209      |
| 10 | Хутор            | железнодорожная станция      | 2         |